# Rosa Cabré i Monné
Rosa Cabré i Monné   (Reus, 1945) és una historiadora de la literatura catalana.
Va ser professora de literatura catalana a la Universitat de Barcelona i s'ha especialitzat en literatura de finals del segle xix. Ha publicat diversos estudis sobre les obres de Josep Yxart, Xavier Amorós, Joan Perucho o Mercè Rodoreda i, especialment, sobre Baltasar Porcel, de qui és una de les màximes especialistes.
Els estudis sobre Josep Yxart l'han portat a investigar també el positivisme a Catalunya.

## Obres destacades
- Obres completes (1991-97) de Baltasar Porcel
- Obres completes de Josep Yxart (1995)
- Tarragona. Notes de color (1995)
- La descoberta de la gran ciutat: París 1878 (1995)
- Crítica dispersa (1996)
- Baltasar Porcel, de la realitat al mite (1994)
- La Barcelona de Narcís Oller. Realitat i somni de la ciutat (2004)
- Estudis sobre el positivisme a Catalunya (2007)[2]